# Christian Tasche
Christian Tasche (* 16. August 1957 in Altena; † 7. November 2013 in Holzwickede) war ein deutscher Schauspieler und Synchronsprecher.

## Leben
Christian Tasche wuchs in Bochum und Gladbeck auf. Ab 1982 arbeitete er am Kinder- und Jugendtheater Dortmund, ab 1989 auch am Schauspielhaus Dortmund. Überregional bekannt wurde er ab 1997 durch die Rolle des Staatsanwalts Wolfgang von Prinz im Kölner Tatort der ARD. Den Staatsanwalt spielte er seit 2009 auch im ARD-Radio-Tatort Düsseldorf, dort unter dem Namen von Bruch. Ab 1999 spielte er in der ZDF-Erfolgsserie Die Rettungsflieger den Oberstarzt Prof. Dr. med. Norbert Kettwig.
Am Dortmunder Schauspielhaus trat er 20 Jahre lang auch in der Erfolgsrevue Liebesperlen als Sänger auf. Seit Ende 2010 liefen die Liebesperlen im Heinz-Hilpert-Theater in Lünen. Ferner gab es eine Aufführung zu Silvester 2010 und 2012 in der Westfalenhalle Dortmund.
Christian Tasche starb an Herzversagen während der Dreharbeiten an seinem letzten Tatort.
Er wurde 56 Jahre alt.

## Filmografie
- 1993: Familie Heinz Becker – Folge: In der Bar
- 1993: Nordkurve
- 1994: Nacht der Frauen (Miniserie in drei Teilen)
- 1995: Der letzte Kurier
- 1996: Tatort – Der Spezialist
- 1996: Freunde fürs Leben – Königskind
- 1996: Kommissar Klefisch – Vorbei ist vorbei
- 1997–2014: Tatort  → siehe Ballauf und Schenk
  - 1997: Tatort: Willkommen in Köln
  - 1997: Tatort: Bombenstimmung
  - 1998: Tatort: Streng geheimer Auftrag
  - 1999: Tatort: Restrisiko
  - 2000: Tatort: Bittere Mandeln
  - 2000: Tatort: Trittbrettfahrer
  - 2000: Tatort: Die Frau im Zug
  - 2001: Tatort: Mördergrube
  - 2002: Tatort: Schlaf, Kindlein, schlaf
  - 2002: Tatort: Verrat
  - 2003: Tatort: Das Phantom
  - 2003: Tatort: Bermuda
  - 2005: Tatort: Schürfwunden
  - 2005: Tatort: Minenspiel
  - 2006: Tatort: Blutdiamanten
  - 2006: Tatort: Pechmarie
  - 2007: Tatort: Die Blume des Bösen
  - 2007: Tatort: Nachtgeflüster
  - 2007: Tatort: Spätschicht
  - 2008: Tatort: Verdammt
  - 2008: Tatort: Müll
  - 2009: Tatort: Mit ruhiger Hand
  - 2010: Tatort: Kaltes Herz
  - 2012: Tatort: Keine Polizei
  - 2013: Tatort: Scheinwelten
  - 2014: Tatort: Franziska
  - 2014: Tatort: Ohnmacht
  - 2014: Tatort: Wahre Liebe
- 1998: Adelheid und ihre Mörder (Fernsehserie, Kriminaltango)
- 1998: Großstadtrevier (Staffel 12, Folge 5: Der Verdacht)
- 1999: Waschen Schneiden Legen
- 1999–2005: Die Rettungsflieger
- 2000: Ritas Welt – Schumann dreht durch
- 2001: Alarm für Cobra 11 – Tod aus dem Motor
- 2001: Solino
- 2001: Nichts bereuen
- 2001: Das Jahr der ersten Küsse
- 2001: Der Clown – Lautloser Tod
- 2002: Narren
- 2002: Der zehnte Sommer
- 2003: Das Wunder von Bern
- 2003: Stubbe – Von Fall zu Fall: Opfer im Zwielicht
- 2004–2005: Axel! will’s wissen
- 2005: Adelheid und ihre Mörder – Mord auf Rezept
- 2006: Medicopter 117 – Jedes Leben zählt
- 2006: Autopiloten
- 2006: Alarm für Cobra 11 – Unter Verdacht
- 2007: Nichts ist vergessen
- 2007: Notruf Hafenkante – Bittere Wahrheiten
- 2007: GSG 9 – Ihr Einsatz ist ihr Leben – Folge: Der unsichtbare Feind
- 2008: Das Feuerschiff
- 2009: Plötzlich Onkel
- 2009: Romy (TV-Film)
- 2010: 380.000 Volt – Der große Stromausfall
- 2010: Alarm für Cobra 11 – Alte Freunde
- 2010: Der letzte Bulle (Fernsehserie) – Folge: Nachtschicht
- 2010: Wilsberg – Gefahr im Verzug
- 2011: Heiter bis tödlich: Nordisch herb – Folge: Der schöne Theo
- 2013: Turbo & Tacho
- 2013: In aller Freundschaft – Klärungsbedarf[3]
- 2013: Alarm für Cobra 11 – Revolution
- 2014: Nicht mein Tag
- 2014: Heldt – Schmerzensgeld (Fernsehserie)